# روري جونز
روري جونز (بالإنجليزية: Rory Jones)‏ هو لاعب كرة قدم جنوب أفريقي، ولد في 7 أكتوبر 1955.